# Pteronemobius majumdari
Pteronemobius majumdari är en insektsart som beskrevs av Bhowmik 1970. Pteronemobius majumdari ingår i släktet Pteronemobius och familjen syrsor. Inga underarter finns listade i Catalogue of Life.